# Hrabstwo Marquette (Michigan)
Hrabstwo Marquette (ang. Marquette County) – hrabstwo w stanie Michigan w Stanach Zjednoczonych. Obszar całkowity hrabstwa obejmuje powierzchnię 3 425,17 mil2 (8 871,20 km²). Według danych z 2010 r. hrabstwo miało 67 077 mieszkańców. Hrabstwo powstało w 1843 roku i nosi imię Jacques'a Marquette'a – jezuickiego misjonarza i odkrywcy wnętrza kontynentu Ameryki Północnej.

## Sąsiednie hrabstwa
- Hrabstwo Alger (zachód)
- Hrabstwo Delta (południowy wschód)
- Hrabstwo Dickinson (południe)
- Hrabstwo Menominee (południe)
- Hrabstwo Iron (południowy zachód)
- Hrabstwo Baraga (zachód)
- Hrabstwo Houghton (północny zachód)

## Miasta
- Ishpeming
- Marquette
- Negaunee

## CDP
- Big Bay
- Harvey
- Palmer
- Republic
- Trowbridge Park
- West Ishpeming